# Kővágóörs
Kővágóörs là một thị trấn thuộc hạt Veszprém, Hungary. Thị trấn này có diện tích 22,09 km², dân số năm 2010 là 812 người, mật độ 37 người/km².